# Bernard Cribbins
Bernard Joseph Cribbins (ur. 29 grudnia 1928 w Oldham, zm. 27 lipca 2022) – angielski aktor filmowy, telewizyjny, teatralny i głosowy, piosenkarz. W 2011 roku został Oficerem Orderu Imperium Brytyjskiego (OBE).
Cribbins w 1966 roku wystąpił jako Tom Campbell w brytyjskim filmie science-fiction pt. Najazd Daleków na Ziemię, który został stworzony na podstawie serialu Doktor Who. W latach 2007–2010 grał on w Doktorze Who rolę Wilfreda Motta, znajomego, a później towarzysza tytułowej postaci, Doktora.
Zagrał m.in. w takich filmach jak: Yangtse Incident: The Story of H.M.S. Amethyst z 1957, Carry On Jack z 1963, Szpiegu, do dzieła z 1964, Ona z 1965, Casino Royale z 1967, Przygoda przyjeżdża pociągiem z 1970, Szał z 1972, Wodne dzieci z 1978, Kolumbie do dzieła z 1992.